# Nossa Senhora do Divino Amor em Castel di Leva (diaconia)
Nossa Senhora do Divino Amor em Castel di Leva (em latim: Beatæ Mariæ Virginis Divini Amoris ad Castrum Leonis) é uma diaconia instituída  pelo Papa Francisco, em 28 de novembro de 2020.
Sua igreja titular é Santuario della Madonna del Divino Amore.

## Titulares protetores
- Enrico Feroci (2020-)